# Everth Julio Hawkins
Everth Julio Hawkins Sjogreen (San Andrés, 17 de julio de 1976) es un abogado y político colombiano, que se desempeñó como gobernador del departamento de San Andrés y Providencia. 

## Biografía
Hijo de padres providencianos, nació el 17 de julio de 1976 en San Andrés. Estudió Derecho en la Universidad Libre, en donde también se especializó en derecho administrativo. También posee una especialización en Gestión de Entidades Territoriales.
Entre 1998 y 2001 trabajó como asesor de la Corporación para el Desarrollo Sostenible del Archipiélago de San Andrés, Providencia y Santa Catalina. Entre 2002 y 2003, durante la primera administración del gobernador Álvaro Segundo Archbold Núñez, se desempeñó como Secretario General de la Gobernación de San Andrés, cargo que volvió a ocupar entre 2005 y 2007, durante la segunda administración de Archbold y entre 2009 y 2011 durante la administración de Pedro Clavel Gallardo Forbes, del Movimiento de Integración Regional. Así mismo, fue Secretario de Hacienda de San Andrés. En las elecciones regionales de Colombia de 2015 fue candidato a la Gobernación de San Andrés por el partido Opción Ciudadana, sin éxito, al quedar en tercer lugar con 5.415 votos, resultando derrotado por el liberal Ronald Housni Jaller, quien fue destituido en 2018.
En el sector privado también trabajó como asesor de la Corporación Autónoma Regional de Cundinamarca y como director de la Cámara de Comercio de San Andrés.
En las elecciones regionales de Colombia de 2019, gracias al apoyo del Representante a la Cámara Jorge Méndez Hernández, fue candidato a la Gobernación de San Andrés por la coalición Todos por un Nuevo Comienzo, compuesta por los partidos Cambio Radical, Colombia Renaciente, Alianza Social Independiente y el Movimiento Amplio por el Progreso del Archipiélago. También tuvo el apoyo del Partido Social de Unidad Nacional y del Partido Polo Democrático. En unas elecciones con 53,19% de participación, Hawkins resultó electo el 27 de octubre con 13.996 votos, equivalentes al 53,21% de los votos. Durante la campaña centró a la educación "como motor de desarrollo".
En agosto de 2020, ya como gobernador, la Fiscalía General le imputó cargos ya que habría utilizado la declaración de emergencia sanitaria por la Pandemia del COVID-19 para evadir el proceso de licitación en un contrato de 500 millones de pesos. Fue suspendido y se ordenó su detención domiciliaria en septiembre del mismo año, fungiendo como Gobernador Encargado Alen Jay Stephens. El 22 de abril de 2021, fue liberado por un Tribunal de Bogotá, si bien continuó la investigación.